# Ogniowa osłona podejścia
Ogniowa osłona podejścia wojsk – okres działalności ogniowej artylerii i innych rodzajów wojsk w natarciu.

## Charakterystyka
Ogniową osłonę podejścia wojsk organizuje się podczas natarcia z marszu z zadaniem osłony podchodzących pododdziałów (oddziałów, związków taktycznych) przed ogniem środków wsparcia ogniowego przeciwnika. 
Okres ten rozpoczyna się w momencie wyjścia oddziałów pierwszego rzutu z rejonów wyjściowych i prowadzi do czasu rozpoczęcia ogniowego przygotowania ataku. 
Powyższe zadanie artyleria realizuje poprzez wykonanie określonych zadań ogniowych: obezwładnienie (zniszczenie) aktywnych baterii artylerii przeciwnika oraz obezwładnienie (zniszczenie) punktów kierowania ogniem i środków rozpoznania przeciwnika lub zdezorganizowanie ich pracy. Najbardziej racjonalnym sposobem realizacji ogniowej osłony podejścia jest wydzielenie odpowiednich sił i środków i zachowanie ich gotowości do obezwładnienia artylerii, środków dowodzenia i rozpoznania w miarę wykrycia i ujawnienia ich działalności. 
W tym celu część artylerii związku taktycznego (oddziału) wyposażona w odpowiednie środki rozpoznania powinna osiągnąć gotowość do otwarcia ognia w momencie, gdy oddziały pierwszego rzutu opuszczą rejony wyjściowe. Sposób wykonania zadań ogniowych i intensywność ognia nie powinny zdradzać własnego zamiaru działań zaczepnych, dlatego wykonuje się je z zasady kolejno, przez wyznaczone siły i środki. Gdy w ogniowej osłonie podejścia wojsk bierze udział lotnictwo, to ponadto do grupy rażonych obiektów zalicza się także środki przeciwlotnicze przeciwnika na kierunku przewidywanego działania lotnictwa.
Wykonanie zadań ogniowej osłony podejścia jest niecelowe, gdy zasadniczym warunkiem powodzenia działań będzie uzyskanie zaskoczenia.